# Let Them Talk
Albums de Hugh Laurie
Didn't It Rain
(2013)
Singles
Let Them Talk est le 1er album studio de Hugh Laurie. C'est un album de reprises de « classiques » du blues américain de La Nouvelle-Orléans. Il a été certifié disque de platine en France. Le morceau qui a connu le plus grand succès est "You don't know my mind" publié en 2011.

## Liste des titres
NB : les interprètes originaux sont inscrits entre parenthèses
| 1.    | St. James Infirmary                                        | Louis Armstrong / Snooks Eaglin | 06:25 |
| 2.    | You Don't Know My Mind                                     | Lead Belly                      | 03:39 |
| 3.    | Six Cold Feet                                              | Leroy Carr                      | 04:55 |
| 4.    | Buddy Bolden's Blues                                       | Jelly Roll Morton               | 03:12 |
| 5.    | The Battle Of Jericho                                      | Sister Rosetta Tharpe           | 03:47 |
| 6.    | After You've Gone                                          | Bessie Smith / Fats Waller      | 04:09 |
| 7.    | Swanee River                                               | Ray Charles / Dr. John          | 02:43 |
| 8.    | The Whale Has Swallowed Me                                 | J.B. Lenoir                     | 03:37 |
| 9.    | John Henry                                                 | Memphis Slim / Snooks Eaglin    | 03:33 |
| 10.   | Police Dog Blues                                           | Blind Blake                     | 03:34 |
| 11.   | Tipitina                                                   | Professor Longhair              | 05:06 |
| 12.   | Winin' Boy Blues                                           | Jelly Roll Morton               | 02:59 |
| 13.   | They're Red Hot                                            | Robert Johnson                  | 01:11 |
| 14.   | Baby, Please Make a Change (avec Tom Jones et Irma Thomas) | Mississippi Sheiks              | 04:57 |
| 15.   | Let Them Talk                                              | James Booker                    | 04:10 |
| 57:57 |                                                            |                                 |       |

| 1. | Guess I’m A Fool           | Memphis Slim    |  |
| 2. | It Ain’t Necessarily So    | Louis Armstrong |  |
| 3. | Low Down, Worried and Blue | Dr. John        |  |

## Musiciens
- Hugh Laurie : Chant, piano, guitare
- Jay Bellerose : batterie[1]
- David Piltch : Basse
- Greg Leisz : Guitare, dobro, mandoline
- Patrick Warren : Clavier
- Kevin Breit : Guitare, dobro, mandoline
- Allen Toussaint : arrangement des cuivres

## Édition spéciale
Une édition spéciale de Let Them Talk est sortie le 14 novembre 2011, comprenant un DVD du documentaire Let Them Talk: A Celebration to New Orleans Blues (diffusé sur la chaîne américaine PBS, le 30 septembre 2011) ainsi que quatre nouvelles chansons :
1. Hallelujah, I Love Her So
2. Crazy Arms
3. Waiting for a Train
4. You Don't Know My Mind (live enregistré à Paris en Mai 2011)